# Anisophyllea manausensis
Anisophyllea manausensis é uma espécie de planta da família Anisophylleaceae. Nativa da Bacia Amazônica, ocorre no Brasil, Colômbia e Peru. No Brasil,  foi registrada apenas no estado do Amazonas, mas potencialmente pode ocorrer também no Pará e Roraima.
A autoridade científica da espécie é Pires & W.A. Rodrigues, o que define o binominal Anisophyllea manausensis Pires &,W.A Rodrigues . Este nome de espécie foi publicado pela primeira vez em Acta Amazonica em 1971.

## Descrição
Espécie que cresce tipicamente em florestas úmidas de terras baixas e ao longo de margens de rios.

#### Folhas
A espécie presenta uma característica peculiar: folhas dimórficas, ou seja, com dois tipos diferentes de folhas na mesma planta.  Algumas folhas são grandes e dispostas de forma alternada, enquanto outras são menores e agrupadas em fascículos.

#### Flores
Pequenas,  amareladas ou esverdeadas, reunidas em inflorescências. Têm quatro pétalas.

#### Frutos
Carnudos,  de formato elipsoide,  com cerca de 2 cm de comprimento.

## Etimologia
O termo Anisophyllea,  vem do grego  "anisos" (desigual) e "phyllon" (folha),  referindo-se às folhas dimórficas.
O epíteto específico, manausensis,  é uma homenagem à cidade de Manaus,  onde a espécie foi coletada pela primeira vez.

## Usos e benefícios
Na medicina tradicional é usada para tratar febre, diarreia e malária. Também é usada como planta ornamental em jardins e parques.